# 大湾文子
大湾 文子（おおわん あやこ、1980年生まれ）は、日本の文化人、経営コンサルタント、モデル。別名義に大湾あや子がある。沖縄県島尻郡豊見城村（現・豊見城市）および台湾台北市にゆかりを持つ。
株式会社エンモメンツの代表取締役を務めるほか、那覇市・国際通りに所在するホテル「ホテルコレクティブ」の立ち上げに関わり、初代代表取締役社長を務めた。
2023年には銚子電気鉄道株式会社の社外取締役に就任。2024年には中国のショートドラマ『輪廻』のプロデューサーを務めた。俳優としても活動しており、2025年公開の映画『木の上の軍隊』では與那覇トメ役として出演している。
また、2023年に創設された沖縄環太平洋国際映画祭のスタートアップメンバーとして企画運営に携わり、同映画祭の理事を務めている。さらに、沖縄のテレビ局QABで放送されている番組『リゾキン』（毎週土曜24時）において、「外務大臣」としてレギュラー出演している。
近年は、国際的に女優活動を展開する一方で、日台間の文化・経済交流を推進する実業家としても活動している。
映画
木の上の軍隊（2025年公開）
- 監督・脚本：平一紘
- 原案：井上ひさし（舞台劇『木の上の軍隊』／こまつ座）
- 出演：
  - 堤真一（山下一雄少尉役）
  - 山田裕貴（安慶名セイジュン役）
  - 津波竜斗（与那嶺幸一役）
  - 玉代㔟圭司、尚玄、岸本尚泰、城間やよい、川田広樹、山西惇ほか
  - 大湾文子（与那嶺トメ役）
- 公開日：2025年6月13日（沖縄先行／伊江島）、7月25日（全国）
- 上映時間：123分
- 配給：ハピネットファントム・スタジオ

興行成績
本作は公開直後から高い支持を得ており、特に沖縄県内では公開初週に興行収入1位を獲得。全国公開後にはSNSや著名人からの称賛も相次ぎ、興行収入30億円を突破し、最終的に35億円以上の売上を記録したと報じられている  。
出演（大湾文子）
- 与那嶺トメ：映画オリジナルキャラクター。与那嶺幸一（津波竜斗）と家族関係にある女性として登場し、物語に深みを与える役どころ。

評価・反響
- 舞台挨拶では監督・平一紘や主演の堤真一、山田裕貴らが登壇し、作品への思いを語る姿が話題に  。
- 著名人からも以下のような称賛コメントが届いている：  「俳優陣の演技が心を掴む」「沖縄戦の悲劇を静かに共有できる作品」

## 経歴
台湾人の父と沖縄県出身の日本人の母のもと、台湾で生まれる。台北日本人学校、私立沖縄尚学高等学校附属中学校、米国Calvary Baptist Schools、沖縄県立向陽高等学校国際文科を経て、慶應義塾大学総合政策学部卒業。早稲田大学大学院アジア太平洋研究科修士課程国際関係学専攻修了。国立台湾海洋大学海洋法律研究所博士課程在学中。
2013年に外資の日本現地法人を立ち上げ、那覇市国際通りで"ホテル　コレクティブ”開発案を手がける。その後は日本、台湾両国でモデルや評論家。として活動する一方、コンサルティング会社、株式会社エンモメンツの代表として、アジア人、特に中華圏のインバウンドに対する情報収集と分析、更には販売や広告、イベントなどの戦略提案などを行っている。また、初の台湾宜蘭県駐日本代表でもある。
2023年7月1日付で、銚子電気鉄道の取締役に就任。